# St. Martins (Missouri)
St. Martins – miasto w Stanach Zjednoczonych, w stanie Missouri, w hrabstwie Cole.